# 生駒甚兵衛
生駒 甚兵衛（いこま じんべえ、文化3年（1806年） - 文久元年（1861年）5月20日）は、三河国碧海郡一ツ木村（現・愛知県刈谷市一ツ木町）出身の庄屋。

## 経歴

### 庄屋として

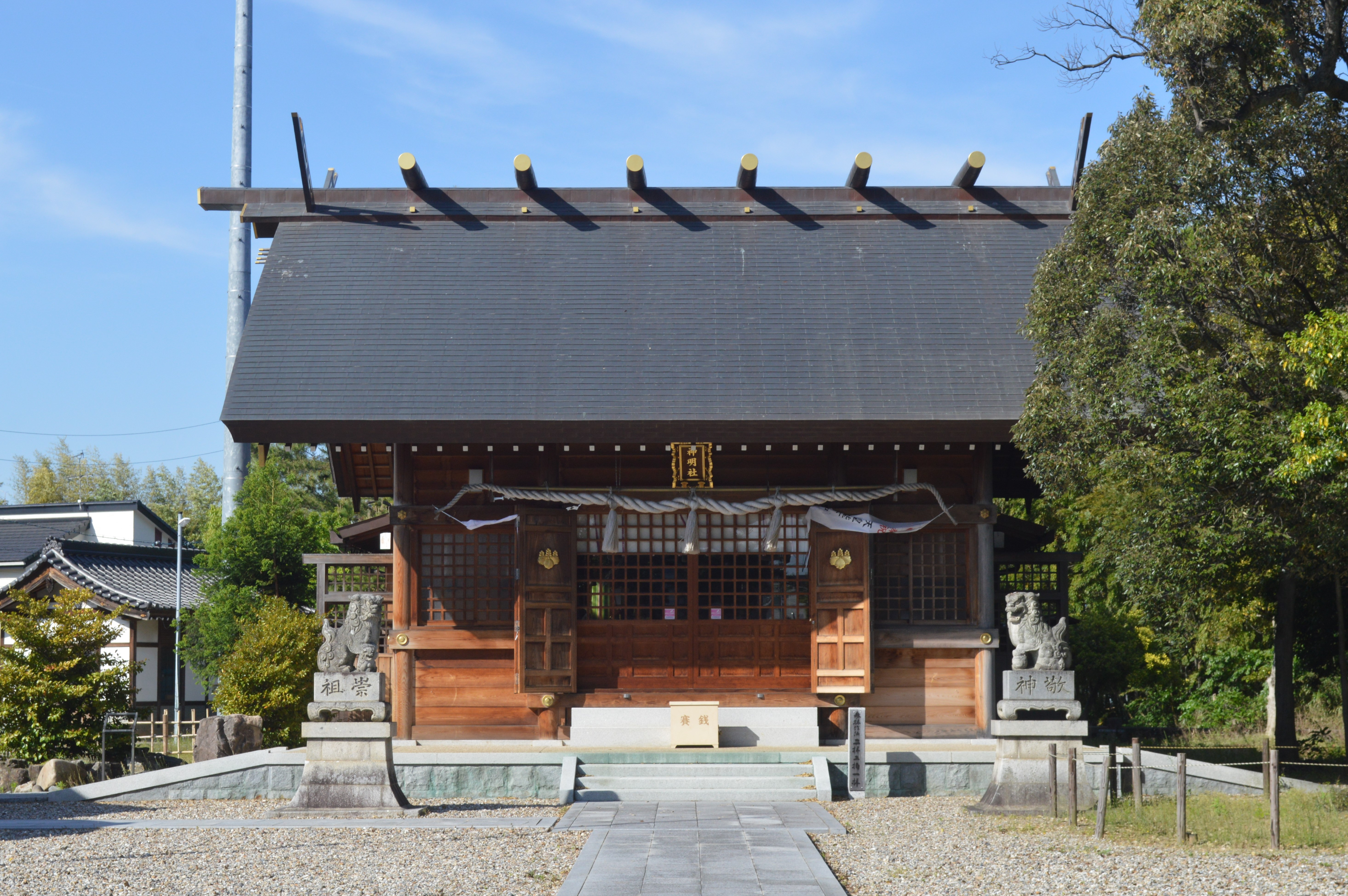
生駒甚兵衛碑がある神明社

文化3年（1806年）、三河国碧海郡一ツ木村（現・愛知県刈谷市一ツ木町）に生まれた。生駒家の初代は享保年間に分家した新平（権兵衛）、2代は久蔵、3代は為七であり、甚兵衛は4代に当たる。文政11年（1828年）に組頭となり、天保2年（1832年）に庄屋職に就いた。
一ツ木村には東海道の助郷役（宿場町周辺の村々に課された夫役）が課されており、耕地が荒廃して草木に埋もれるなどし、年貢の上納に苦しんでいた。生駒は刈谷藩主の土井氏に何度も惨状を訴え、また江戸に赴いて助郷役の休役を嘆願した。嘉永3年（1850年）には特旨をもって休役が許され、安政5年（1859年）3月には8人の組長から感謝状を受けた。
万延元年（1860年）、刈谷藩主の土井利善によって御馬役格に叙され、名字帯刀が許され、定紋付の麻上下が下賜された。文久元年（1861年）5月20日に死去した。

### 顕彰
毎年一ツ木村では甚兵衛祭が挙行され、生駒の功績が称えられた。1911年（明治44年）7月21日には没後50年祭が挙行され、1930年（昭和5年）には70年祭が挙行された。70年祭の際には神明社（一ツ木神明社）に生駒の記念碑が建立された。